# Tom King (scénariste)
Pour les articles homonymes, voir Tom King.
Tom King (né en 1978) est un écrivain américain.
Il a travaillé pour la Central Intelligence Agency de 2001 à 2008. En 2012, son roman de super-héros illustré A Once Crowded Sky est publié ; King rejoint alors l'industrie du comic book comme scénariste de bande dessinée. On lui doit, entre autres, la mini-série Sheriff of Babylon publiée aux États-Unis chez Vertigo (et en France, chez Urban Comics), où il utilise certains éléments autobiographiques liés à sa carrière à la CIA.

## Biographie
En juillet 2019, King est le principal lauréat des prix Eisner avec quatre prix : meilleur scénariste pour ses différentes séries chez DC, meilleure mini-série (Mister Miracle, avec Mitch Gerads), meilleure histoire courte (« The Talk of Saints, avec Jason Fabok) et meilleur recueil (The Vision, avec Gabriel Walta et Michael Walsh) — il était par ailleurs également nommé à celui de la meilleure série pour ses scénarios de Batman.

### Œuvres traduites en français
- Grayson :
  - Grayson, tome 1, avec Tim Seeley (scénario) et Mikel Janin (dessin), Urban Comics, traduction de Thomas Davier,  (ISBN 9782365777971), 06 novembre 2015
  - Grayson, tome 2, avec Tim Seeley (scénario) et Mikel Janin (dessin), Urban Comics, traduction de Thomas Davier,  (ISBN 9782365778794), 20 mai 2016
  - Grayson, tome 3, avec Tim Seeley (scénario), Collin Kelly (scénario), Jackson Lanzing (scénario), Jeromy Cox (dessin), Carmine Di Giandomenico (dessin) et Roge Antonio (dessin), Urban Comics, traduction de Thomas Davier,  (ISBN 9791026811350), 02 juin 2017
- Batman Rebirth :
  - Batman Rebirth, tome 1, avec Scott Snyder (scénario), David Finch (dessin) et Mikel Janin (dessin), Urban Comics, traduction de Jérôme Wicky,  (ISBN 9791026811251), 09 juin 2017
  - Batman Rebirth, tome 2, avec Mikel Janin (dessin) et Mitch Gerads (dessin), Urban Comics, traduction de Jérôme Wicky,  (ISBN 9791026813187), 10 novembre 2017
  - Batman Rebirth, tome 3, avec David Finch (dessin), Urban Comics, traduction de Jérôme Wicky,  (ISBN 9791026813507), 02 février 2018
  - Batman Rebirth, tome 4, avec Mikel Janin (dessin), Urban Comics, traduction Jérôme Wicky,  (ISBN 9791026813514), 18 mai 2018
  - Batman Rebirth, tome 5, avec Joëlle Jones (dessin), Clay Mann (dessin), Travis Moore (dessin), Urban Comics, traduction de Jérôme Wicky,  (ISBN 9791026813828), 07 septembre 2018
  - Batman Rebirth, tome 6, avec Mikel Janin (dessin) et Tony Daniel (dessin), Urban Comics, traduction de Jérôme Wicky,  (ISBN 9791026815730), 11 janvier 2019
  - Batman Rebirth, tome 7, avec Tim Seeley (scénario), Mikel Janin (dessin) et Clay Mann (dessin), Urban Comics, traduction de Jérôme Wicky,  (ISBN 9791026816881), 01 mars 2019
  - Batman Rebirth, tome 8, avec Mikel Janin (dessin), Joëlle Jones (dessin), et Lee Weeks (dessin), Urban Comics, traduction de Jérôme Wicky,  (ISBN 9791026816584), 17 mai 2019
  - Batman Rebirth, tome 9, avec Tom Taylor (scénario), Mikel Janin (dessin) et Tony Daniel (dessin), Urban Comics, traduction de Jérôme Wicky,  (ISBN 9791026819967), 13 septembre 2019
  - Batman Rebirth, tome 10, avec Tom Taylor (scénario), Tony Daniel (dessin) et Mikel Janin (dessin), Urban Comics, traduction de Jérôme Wicky,  (ISBN 9791026817994), 08 novembre 2019
  - Batman Rebirth, tome 11, avec Mikel Janin (dessin), Urban Comics, traduction de Jérôme Wicky,  (ISBN 9791026818694), 10 janvier 2020
  - Batman Rebirth, tome 12, avec Tom Taylor (scénario), Mikel Janin (dessin) et Tony Daniel (dessin), Urban Comics, traduction de Jérôme Wicky,  (ISBN 9791026818861), 05 juin 2020
- Sheriff of Babylon, avec Mitch Gerads (dessin), Urban Comics, traduction de Maxime Le Dain,  (ISBN 9791026815297), 07 septembre 2018
- Batman : À la vie, à la mort, avec Lee Weeks (dessin), Urban Comics, traduction de Jérôme Wicky,  (ISBN 9791026814696), 07 septembre 2018
- Mister Miracle, avec Mitch Gerads (dessin), Urban Comics, traduction de Jérôme Wicky,  (ISBN 9791026815167), 31 mai 2019
- Heroes In Crisis, avec Clay Mann (dessin), Travis Moore (dessin), Lee Weeks (dessin), Mitch Gerads (dessin) et Jorge Fornés (dessin), Urban Comics, traduction de Jérôme Wicky,  (ISBN 9791026816768), 15 novembre 2019
- La Vision : Un peu moins qu'un homme, avec Gabriel Hernández Walta (dessin) et Michael Walsh (dessin), Panini Comics,  (ISBN 9782809483857), 05 février 2020
- Omega Men, avec Barnaby Bagenda (dessin), Urban Comics, traduction de Jérôme Wicky,  (ISBN 9791026820277), 14 juin 2019
- Superman : Up In The Sky, avec Andy Kubert (dessin), Urban Comics, traduction de Jérôme Wicky et Laurent Queyssi,  (ISBN 9791026816409), 26 juin 2020
- Strange Adventures, avec Mitch Gerads (dessin) et Evan Doc Shaner (dessin), Urban Comics, traduction de Jérôme Wicky,  (ISBN 9791026820178), 29 avril 2022
- Rorschach, avec Jorge Fornés (dessin), Urban Comics, traduction de Edmond Tourriol,  (ISBN 9791026821045), 03 juin 2022
- Supergirl : Woman of Tomorrow, avec Bilquis Evely (dessin), Urban Comics, traduction de Jérôme Wicky,  (ISBN 9791026826644), 08 juillet 2022
- Batman/Catwoman, avec Tomeu Morey (dessin) et Clay Mann (dessin), Urban Comics, traduction de Jérôme Wicky,  (ISBN 9791026826965), 25 novembre 2022
- Batman - One Bad Day : Le Sphinx, avec Mitch Gerads (dessin), Urban Comics, traduction de Jérôme Wicky,  (ISBN 9791026821397), 17 mars 2023
- Batman : Killing Time, avec David Marquez (dessin), Urban Comics, traduction Julien Di Giacomo,  (ISBN 9791026828167), 13 octobre 2023
- Gotham City : Année Un, avec Phil Hester (dessin), Urban Comics, traduction Jérôme Wicky,  (ISBN 9791026827139), 13 octobre 2023
- Love Everlasting :
  - Love Everlasting, tome 1, avec Elsa Charretier (dessin), Urban Comics, traduction Arnaud Tomasini,  (ISBN 9791026827436), 27 octobre 2023
  - Love Everlasting, tome 2, avec Elsa Charretier (dessin), Urban Comics, traduction Arnaud Tomasini,  (ISBN 9791026829225), 15 mars 2024
- Human Target, avec Greg Smallwood (dessin), Urban Comics, traduction Maxime Le Dain,  (ISBN 9791026827443), 27 octobre 2023
- Wonder Woman : Hors-la-loi :
  - Wonder Woman : Hors-la-loi, tome 1, avec Daniel Sampere (dessin), Urban Comics, traduction Thomas Davier,  (ISBN 9791026829416), 24 mai 2024
  - Wonder Woman : Hors-la-loi, tome 2, avec Daniel Sampere (dessin), Urban Comics, traduction Thomas Davier,  (ISBN 9791026812166), 22 novembre 2024
  - Wonder Woman : Hors-la-loi, tome 3, avec Daniel Sampere (dessin) et Bruno Redondo (dessin), Urban Comics, traduction Thomas Davier,  (ISBN 9791026824541), 30 mai 2025
- Le Pingouin :
  - Le Pingouin, tome 1, avec Rafael De Latorre (dessin), Urban Comics, traduction Yann Graf,  (ISBN 9791026829232), 19 août 2024
  - Le Pingouin, tome 2, avec Rafael De Latorre (dessin), Urban Comics, traduction Yann Graf,  (ISBN 9791026812319), 15 novembre 2024
- Joker The Winning Card, avec Mitch Gerads (dessin), Urban Comics, traduction de Julien Di Giacomo,  (ISBN 9791026829126), 05 juillet 2024
- Danger Street, avec Jorge Fornés (dessin), Urban Comics, traduction de Jérémy Manesse,  (ISBN 9791026825692), 30 août 2024
- Jenny Sparks, avec Jeff Spokes (dessin), Urban Comics, traduction Jérémy Manesse,  (ISBN 9791026823001), 11 juillet 2025
- Helen de Wyndhorn, avec Bilquis Evely (dessin), Glénat, traduction de Marie Regner,  (ISBN 9782344069554), 01 octobre 2025

## Prix
- 2016 : Prix Harvey du nouveau talent le plus prometteur pour The Vision
- 2017 : Prix Eisner de la meilleure histoire courte pour « Good Boy », dans Batman Annual no 1 (avec David Finch) ; de la meilleure mini-série pour The Vision (avec Gabriel Walta)
- 2018 : Prix Eisner du meilleur scénariste pour Batman, Batman Annual #2, Batman/Elmer Fudd Special #1, Mister Miracle (DC)
- 2019 : Prix Eisner du meilleur scénariste pour Batman, Mister Miracle, Heroes in Crisis, Swamp Thing Winter Special (DC) ; de la meilleure histoire courte pour « The Talk of Saints », dans Swamp Thing Winter Special  (avec Jason Fabok) ; de la meilleure mini-série pour Mister Miracle (avec Mitch Gerads) ; du meilleur recueil pour The Vision (avec Gabriel Hernández et Michael Walsh)
- 2023 : Prix Eisner du meilleur one-shot pour Batman : One Bad Day: The Riddler (avec Mitch Gerads) ; de la meilleure mini-série pour The Human Target (avec Greg Smallwood)[2]